# Rhododendron mindanaense
Rhododendron mindanaense är en ljungväxtart som beskrevs av Elmer Drew Merrill. Rhododendron mindanaense ingår i släktet rododendron, och familjen ljungväxter. Inga underarter finns listade i Catalogue of Life.